# Александровская (Усть-Лабинская) крепость
Алекса́ндровская (Усть-Лаби́нская) кре́пость находится в Краснодарском крае в городе Усть-Лабинске. Основана в 1778 году по приказу генерал-фельдмаршала А. В. Суворова на правом высоком берегу реки Кубань. Крепость строилась в целях защиты от племён закубанских горцев в ходе создания системы укреплений Кубанской линии.

## Описание
В плане крепость, названная Усть-Лабинской, имела форму неправильного многоугольника, так как имела некую неправильность формы объясняется примыканием южной части крепости к обрывистому берегу Кубани, имела 2 полубастиона, 6 бастионов, две батареи и двое ворот — Кавказские (Степные) на востоке и Таманские на западе. В крепости не было ни одной каменной постройки: казармы, провиантские магазины, арсенал были деревянными.

## История крепости
Крепость основана в 1778 году великим русским полководцем А. В. Суворовым в ходе создания системы укреплений Кубанской линии. Суворов приказал расположить крепость в двух верстах от устья Лабы. В этом же году крепость была названа Александровской в честь великого князя Александра Павловича, будущего императора Александра I. Изначально в крепости квартировали рота гренадеров и рота мушкетеров Алексеевского пехотного полка, в резерве числились два эскадрона Украинского гусарского полка, артиллерию крепости составляли два полковых орудия Алексеевского полка.
В 1779 году крепость была оставлена гарнизоном, и лишь в 1792 году по указанию генерал-аншефа И. В. Гудовича инженер генерал-майор Фере составил план перестройки крепости. Весной 1793 года крепость была перестроена отрядом под командованием генерал-майора С. А. Булгакова, была в несколько раз увеличена её площадь, число бастионов и протяжённость валов. Здесь была штаб-квартира Суздальского пехотного полка. В 1797 году здесь отбывали наказание руководители и участники стихийного восстания казаков-черноморцев, участвовавших в Персидском походе русских войск в Персию в 1796—1797 годах.
Несмотря на недостатки, крепость с конца XVIII века и до возведения в ходе Кавказской войны, в 1839—1841 годы, системы укреплений Новой линии, была одним из основных пунктов Старой линии и всего Правого крыла Кавказской линии, она неоднократно подвергалась нападениям горцев, иногда даже пытавшихся её штурмовать.
В 1840-е годы, ввиду потери стратегического значения, крепость была разоружена и стала местом дислокации артиллерийского полка вплоть до времён Октябрьской революций и Гражданской войны, после чего находилась в запустении. В 1920—1930-х годах большая часть территории внутри крепости, где множество построек пришли в аварийное состояние, активно застраивалось частными дворами по сформированной сетке кварталов Усть-Лабинска.
В 1960-х годах были утрачены сохранявшиеся долгое время Кавказские ворота, и от крепости до наших дней дошел только вал (с частичными утратами), сохранивший, впрочем, форму крепости, исключая сторону, примыкающую к Кубани. 29 апреля 1975 года Краснодарский крайисполком принял постановление № 63 «О постановке сохранившихся фрагментов крепости на государственную охрану в качестве памятника истории местного значения».

## Современное состояние
К началу XXI века от крепости дошел только вал (с частичными утратами), сохранивший форму крепости, исключая сторону, примыкающую к реке Кубани.
Так как Усть-Лабинская крепость — это историческое место, откуда зародился город, в 2000-е годы к крепости проложили дорогу, восстановив на валу деревянный частокол, соорудив смотровую площадку с блокгаузом, пушечными платформами.